# Buffalo Airways
Buffalo Airways ist eine im Familienbesitz befindliche Charter- und Linienfluggesellschaft mit Sitz in Yellowknife, Northwest Territories, Kanada. Sie betreibt Passagierliniendienste und bietet Fracht- und Passagier-Charterflüge in den Regionen Northwest Territories, Alberta und Yukon an. Auch Feuerlöscheinsätze und die Beförderung von flüssigen Brennstoffen („Bulk Fuel“) werden durchgeführt.

## Geschichte

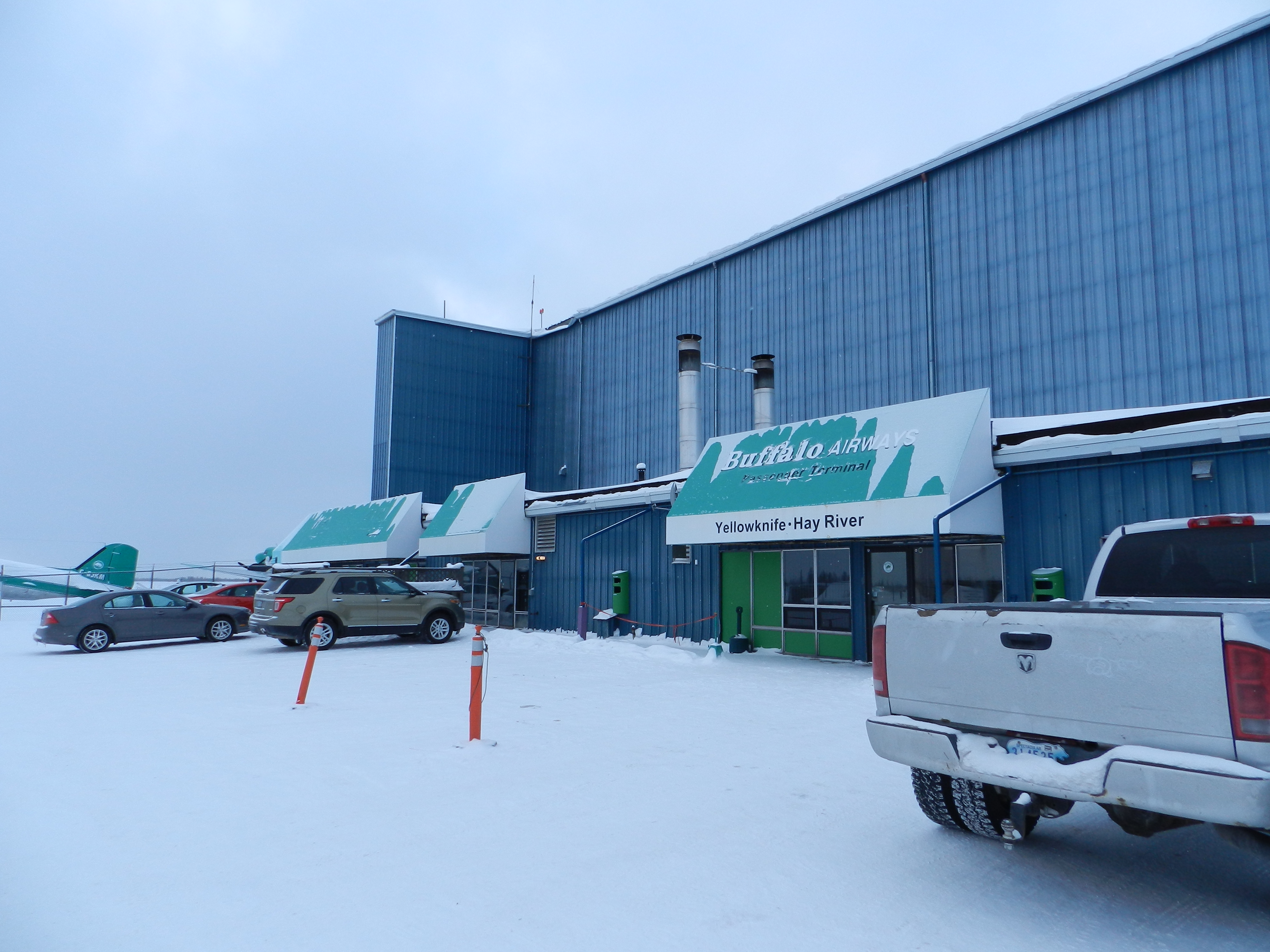
Sitz der Buffalo Airways auf dem Yellowknife Airport

Die Gesellschaft wurde 1970 von Bob Gauchie mit dem Kauf einer Douglas DC-3 gegründet und später an seinen Piloten Joe McBryan verkauft, der die Leitung übernahm. Die Charterdienste von der Heimatbasis Yellowknife waren so erfolgreich, dass bald weitere Maschinen und Personal angeheuert werden mussten, um schließlich mit je einem Dutzend DC-3 und DC-4 die Aufträge innerhalb der Northwest Territories und rund um den Großen Sklavensee bewältigen zu können. Bis heute fliegt die Gesellschaft nur eine feste Linie zwischen Yellowknife und Hay River am gegenüberliegenden Seeufer.
Um 1980 schlossen viele Minengesellschaften in den Northwest Territories, die von Buffalo Airways mit Gütern, Treib- und Brennstoffen versorgt wurden. Die Folge war der Konkurs von Buffalo Airways. Die Maschinen wurden bis auf eine DC-3 verkauft, um einen Neustart zu beginnen. Neue Diamantenfunde nahe Yellowknife gaben der Gesellschaft wieder neuen Auftrieb. Die Flotte wurde u. a. durch weitere DC-3 und DC-4, die auf Auktionen ersteigert wurden, wieder vergrößert. Heute befördert Buffalo Airways mit zum Teil über 70 Jahre alten Maschinen wieder alles, was sich mit einem Flugzeug befördern lässt.
Die weltweit einzigen heute noch im Linienbetrieb eingesetzten DC-3 fliegen auf der von Buffalo Airways bedienten Strecke Yellowknife nach Hay River.
Buffalo Airways fliegt heute eine Curtiss C-46 Commando (C-FAVO), die von 1964 bis 1969 von der Lufthansa für das Frachtflug-Geschäft angemietet war. Der Lufthansa-Kranich ist bis heute auf der Bemalung vorhanden.
Aufgrund der schlechten Sicherheitsstatistik wurde Buffalo Airways von der regulierenden Behörde, Transport Canada, die Betriebserlaubnis (AOC – Air Operator Certificate) per 30. November 2015 temporär entzogen, bis der Nachweis erbracht werden würde, dass die Regeln und Vorschriften dauerhaft eingehalten werden können. Mit dem 12. Januar 2016 hat die Gesellschaft die Lizenz für kommerzielle Flüge von Transport Canada wieder zurückerhalten.

## Flotte

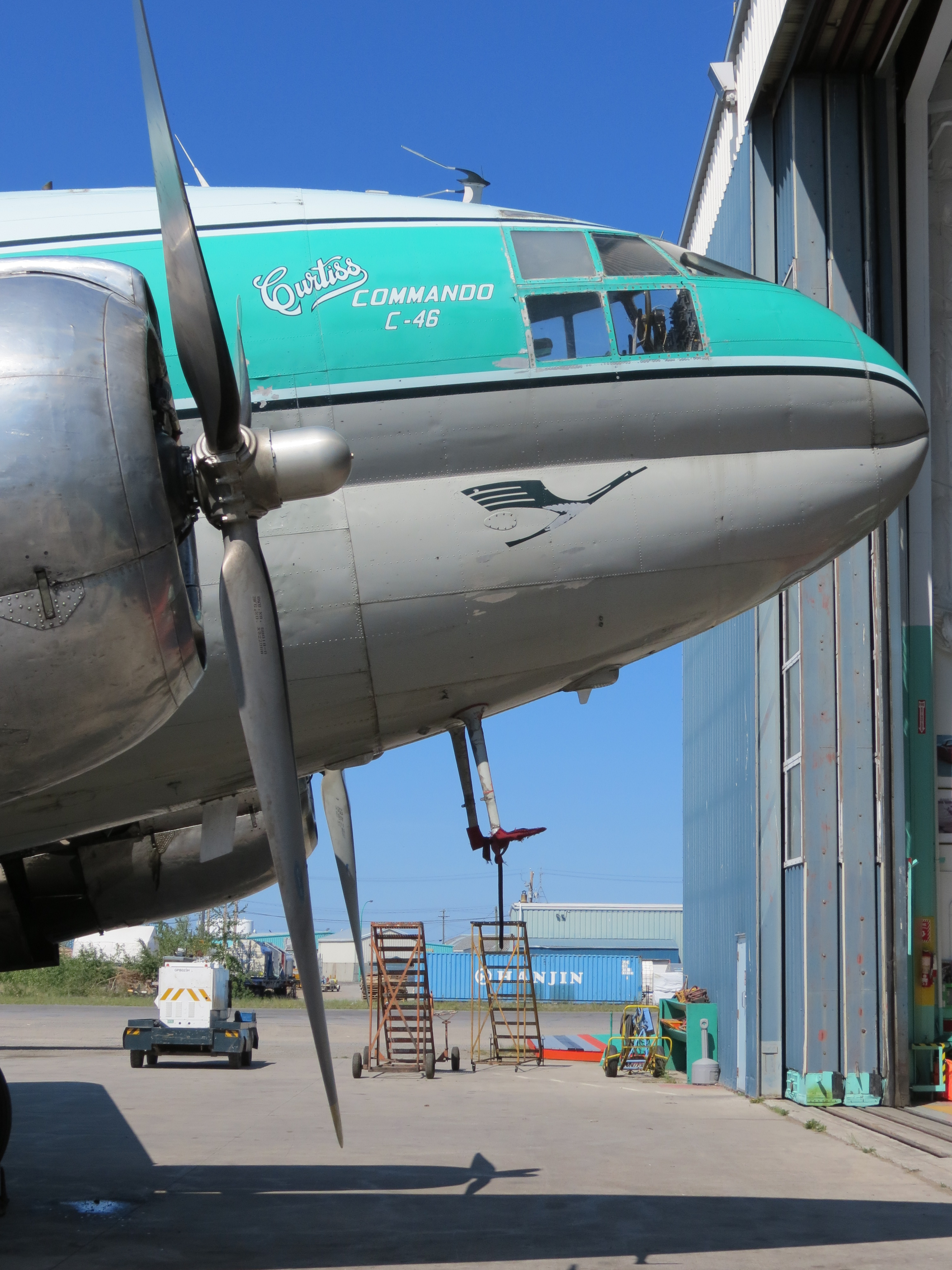
Curtiss C-46 der Buffalo Airways mit dem Kranich der Lufthansa auf dem Rumpf

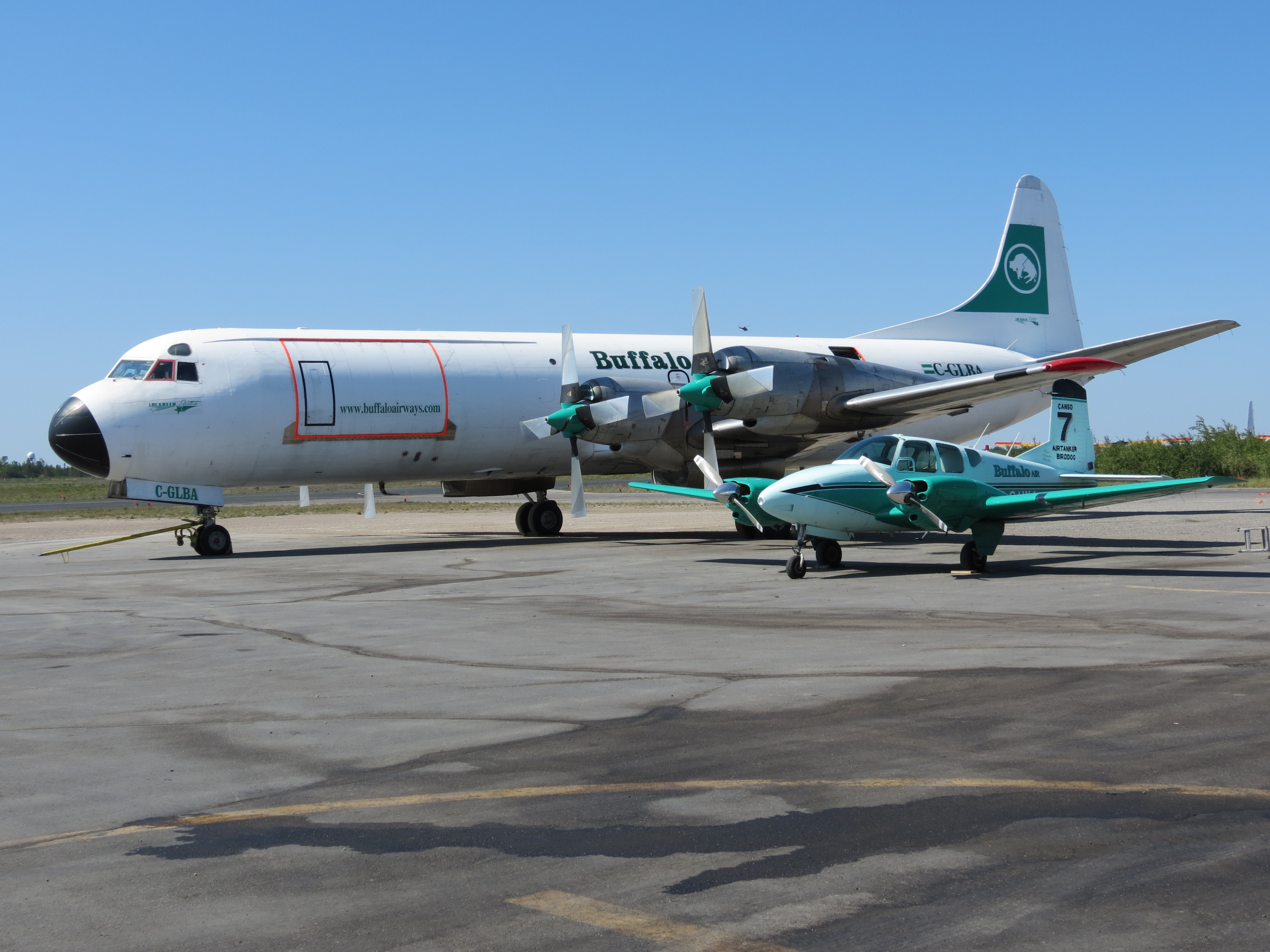
Lockheed L-188 Electra und Beechcraft 95 Travel Air der Buffalo Airways

### Aktuelle Flotte
Laut kanadischem Luftfahrtregister betreibt die Gesellschaft mit Stand März 2022 54 Luftfahrzeuge:
| Flugzeugtyp               | aktiv | bestellt | Anmerkungen                           |
| ------------------------- | ----- | -------- | ------------------------------------- |
| Air Tractor AT-802        | 08    |          |                                       |
| Beechcraft 55 Baron       | 01    |          |                                       |
| Beechcraft 95 Travel Air  | 01    |          |                                       |
| Beechcraft 100 King Air   | 05    |          |                                       |
| Beechcraft 1900           | 01    |          |                                       |
| Canadair CL-215-1A10      | 04    |          | Löschflugzeuge                        |
| Cessna 185E Skywagon      | 01    |          |                                       |
| Cessna 310Q               | 01    |          |                                       |
| Curtiss C-46 Commando     | 02    |          |                                       |
| de Havilland Canada DHC-6 | 01    |          |                                       |
| Douglas DC-4/C-54         | 11    |          |                                       |
| Douglas DC-3/C-47         | 06    |          |                                       |
| Lockheed L-188 Electra    | 09    |          |                                       |
| Aero Commander 690C       | 02    |          |                                       |
| Boeing 737-300SF          | 01    |          | (erstes Strahlflugzeug in der Flotte) |
| Gesamt                    | 54    | -        |                                       |

### Ehemalige Flugzeugtypen
- 4 Consolidated Vultee PBY-5A Catalina (Löschflugzeuge)

## Zwischenfälle
Bei Buffalo Airways kam es von 1994 bis Dezember 2018 zu fünf Totalschäden von Flugzeugen. Dabei gab es keine Todesfälle.
- Am 26. Juni 1994 ging bei einer Douglas DC-3C der Buffalo Airways (Luftfahrzeugkennzeichen C-FROD) im Anflug auf den Flughafen Fort Simpson der Treibstoff aus. Das Flugzeug war seit der letzten Betankung bei sechs Flügen 4:37 Stunden geflogen. Nach dem kompletten Triebwerksausfall versuchte der Kapitän, den Flugplatz im Gleitflug zu erreichen. Allerdings reichte dies nicht mehr ganz; die Maschine flog 900 Meter von der Landebahn entfernt in Bäume und wurde zerstört. Die beiden Besatzungsmitglieder des Frachtfluges überlebten. Eine Parallele ergab sich sechs Jahre später, als ein Airbus A310 der deutschen Hapag-Lloyd ohne Treibstoff 660 Meter vor der Landebahn in Wien aufschlug (siehe Hapag-Lloyd-Flug 3378).[6]

- Am 28. August 2002 streifte eine vom Flughafen Yellowknife kommende Douglas DC-4/C-54E der Buffalo Airways (C-GQIC) bei der Landung auf dem Flugplatz Diavik (Nordwest-Territorien, Kanada) die Anflugbefeuerung und setzte kurz vor dem Landebahnanfang auf. Das Flugzeug drehte sich, die rechte Tragfläche brach ab, und es kam etwa 300 Meter weiter zum Stillstand. Ein Feuer brach aus, die Maschine wurde irreparabel beschädigt. Beide Besatzungsmitglieder des Frachtfluges wurden nur leicht verletzt.[7]

- Am 2. August 2003 setzte eine Douglas DC-4/C-54G der Buffalo Airways (C-GBSK) bei der Landung auf dem Flugplatz Ulu Mine Strip, Nordwest-Territorien (Kanada), vor der Landebahn auf. Das Fahrwerk brach zusammen, die Tragflächen rissen ab und fingen Feuer, der Rumpf rutschte nach rechts von der Landebahn ab. Diese besteht aus Schotter und ist knapp 1200 Meter lang. Die vier Besatzungsmitglieder des Frachtfluges blieben unverletzt.[8]

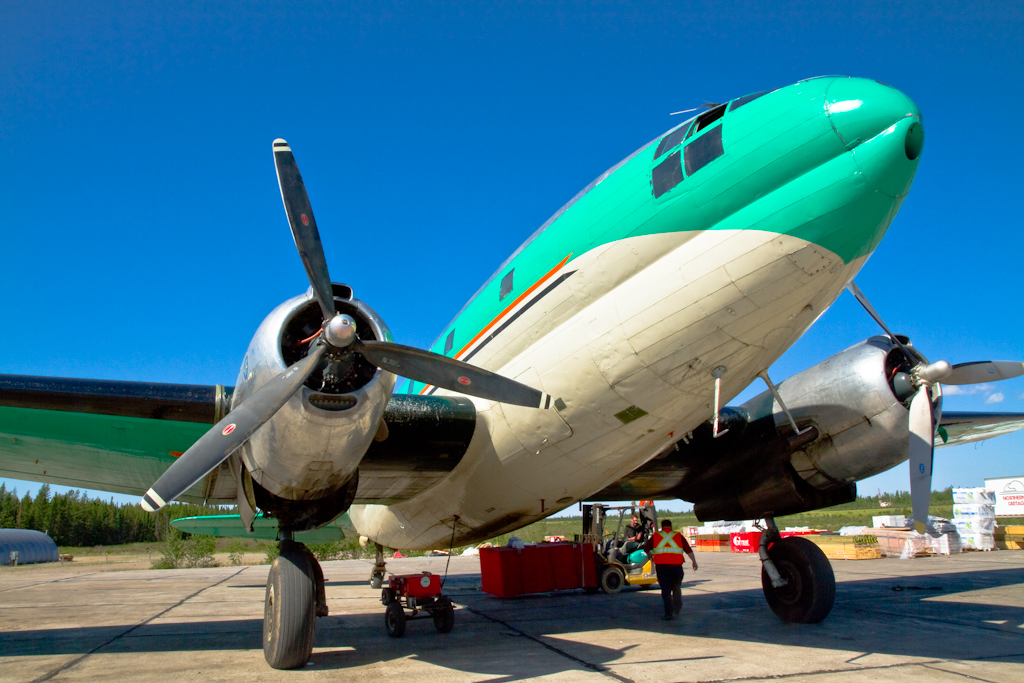
Die 2015 verunglückte Curtiss C-46 der Buffalo Airways im Jahr 2010

- Am 5. Januar 2006 startete eine Douglas DC-4/C-54G der Buffalo Airways (C-GXKN) vom Flughafen Norman Wells, Nordwest-Territorien (Kanada), zu einem Frachtflug zum Flughafen Yellowknife. Sechs Minuten nach dem Start kam es zu einem Triebwerksbrand und Ausfall des Motors Nr. 2. Der Einsatz der im Motor eingebauten Feuerlöschflaschen blieb wirkungslos. Der Propeller wurde in Segelstellung gebracht, aber gleichzeitig ging der Propeller des Triebwerks Nr. 1 ebenfalls in Segelstellung. Kurz vor einer bereits eingeleiteten Außenlandung erlosch das Feuer, und die Piloten flogen mit nur zwei laufenden Triebwerken zurück zum Startflugplatz. Bei der Notlandung kam die Maschine von der Landebahn ab und erst 20 Meter vom Landebahnrand im tiefen Schnee zum Stillstand. Das Flugzeug wurde irreparabel beschädigt. Die vier Besatzungsmitglieder blieben unverletzt.[9]

- Am 25. September 2015 fiel an einer Curtiss C-46A-45-CU Commando der Buffalo Airways (C-GTXW) auf einem Linienflug vom Flughafen Yellowknife nach Norman Wells das Triebwerk Nr. 2 (rechts) aus und wurde abgestellt. Allerdings ließ sich dessen Propeller nicht in die Segelstellung bringen. Aufgrund des hohen Luftwiderstands ging die Maschine in den Sinkflug über. Die Piloten führten in sehr schlechtem Wetter eine beabsichtigte Bauchlandung auf dem Flugplatz von Déline (Nordwest-Territorien, Kanada) durch, bei der das Flugzeug zerstört wurde. Die vier Besatzungsmitglieder, die einzigen Insassen auf dem Frachtflug, überlebten den Unfall. Ursache war, dass die Ölabsaugpumpe des Motors ausgefallen war. Es war derzeit (Februar 2023) der letzte Totalschaden einer C-46.[10]

## Trivia
Die Fluggesellschaft und ihre Bediensteten waren Gegenstand der kanadischen Reality-TV-Dokumentation Ice Pilots NWT (sechs produzierte Staffeln 2009–2014, Ausstrahlung im deutschsprachigen Raum bei Servus TV, n-tv, Sport1, ZDFinfo, Deutsches Anlegerfernsehen, ProSieben MAXX, S1, DMAX sowie Pluto TV).